# Bill Bottrell
Bill Bottrell (Los Angeles, 27 ottobre 1952) è un produttore discografico, musicista, compositore e ingegnere del suono statunitense. Il suo lavoro, nel corso degli anni, ha prodotto ben 11 Grammy Awards e le sue produzioni hanno venduto più di 36 milioni di copie.

## Biografia
Bill Bottrell nasce a Los Angeles, il 27 ottobre 1952. Per un breve periodo frequenta le scuole in Germania per poi tornare in California per studiare musica all'università. Dopo la laurea passò da uno studio all'altro imparando il mestiere di ingegnere del suono.

### I primi anni e il successo
L'esordio professionale di Bill Bottrell nel campo dell'industria discografica è riconducibile al 1974 quando, poco più che ventenne, trova impiego come tecnico del suono presso il California Recording Studio di Hollywood (Los Angeles). Nel 1978, in concomitanza del suo trasferimento presso il Soundcastle Studios di Silver Lake, conosce il cantautore britannico Jeff Lynne che lo ingaggia come ingegnere del suono per il suo progetto ELO.

Nel corso di tutti gli anni ottanta intraprende, fra gli Stati Uniti e l'Europa, una fortunata carriera freelance che lo porterà a collaborare con artisti di fama internazionale come i Jacksons, ELO, Madonna, George Harrison, Starship e Tom Petty.

L'apice del successo arriverà però grazie a Michael Jackson; con il "re del pop", Bottrell collaborerà tre volte: la prima (fra il 1984 e il 1987) per la registrazione dell'album Bad, dove, oltre a suonare alcuni strumenti, come in Speed Demon, è produttore di alcune canzoni che però non verranno pubblicate nell'album e vedranno la luce solo in successive raccolte del cantante (come Streetwalker pubblicata per la prima volta nella "special edition" di Bad nel 2001); la seconda (fra il 1989 e il 1991) per l'incisione dell'LP Dangerous, all'interno del quale non solo figurerà come ingegnere del suono ma anche come produttore e coautore dei brani Black or White (numero 1 in tutto il mondo e sulla Billboard Hot100), Who Is It, Give In to Me e Dangerous (oltre che l'inedita Monkey Business pubblicata in seguito nell'Ultimate Collection nel 2004); la terza (fra il 1994 e 1995) come coproduttore della canzone multiplatino e numero uno in Regno Unito, Earth Song.

### Il cambio di rotta
Dopo quasi un decennio di produzioni ad alto livello, Bottrell si dimostrò scettico nei confronti di quell'industria discografica basata sul cosiddetto "Mega-Business", criticando le produzioni musicali multimiliardarie molto in voga negli anni ottanta. Forte di queste credenziali nei primi anni '90 decise di ritirarsi a Pasadena costruendo un lussuoso studio di registrazione, il "Toad Hall", che gli permise di muoversi in totale libertà sperimentando nuove produzioni basate su esclusive strategie economiche e metodi di realizzazione innovativi. Tipico esempio di tutto ciò è il Tuesday Night Music Club, un "collettivo" di Los Angeles (fondato dallo stesso Bottrell e dall'amico David Baerwald) che si incontrava ogni martedì sera per scrivere canzoni, bere una birra e scambiare delle idee. Formato da numerosi parolieri ed artisti tra i quali David Ricketts, Brian McLeod, Kevin Gilbert e l'ex corista Sheryl Crow, il gruppo di lavoro diede origine all'omonimo album (che segnò il debutto discografico della Crow), considerato uno dei migliori dischi del panorama musicale femminile dei primi anni novanta e che fece vincere alla Crow 3 Grammy Award a fronte di 4 candidature.

Le oltre 8 000 000 copie vendute confermarono dunque le intuizioni di Bottrell ma gli attacchi e le polemiche provenienti dall'industria discografica (più una leggera crisi interna) portarono al disfacimento definitivo del gruppo.

Bill decise allora di trasferire nuovamente il suo studio, realizzandolo questa volta in una località molto più tranquilla e quasi isolata dal resto del mondo, Caspar, a circa 160 km a Nord di San Francisco. Abbandonata per un po' la produzione discografica, Bottrell ha iniziato una nuova carriera da musicista inventando con il suo gruppo "Stokemen" un modo di suonare decisamente "cabaret-style" caratterizzato comunque da sonorità sempre all'avanguardia. Il suo ritorno nel circuito mainstream è datato 1999/2000, in occasione della produzione dell'album I Am Shelby Lynne dell'omonima cantante statunitense.

### Periodo attuale
Bill Bottrell prosegue con successo la sua attività di produttore. Fra le sue ultime produzioni figura l'album Detours (2008) della cantante statunitense Sheryl Crow.

## Vita privata
Agli inizi degli anni settanta conosce Elizabeth Jordan, che sposerà nel 1974 e dalla quale avrà tre figli: Adrianne (1979), Laura (1983) e William (1990). Quest'ultimo perderà la vita, a soli otto anni, in un tragico incidente nel 1998. Questo avvenimento ha profondamente segnato la vita privata del produttore e pare abbia contribuito alla rottura del suo matrimonio.

## Discografia parziale
Nell'elenco mancano alcuni album catalogati come "Various Artist"
- 2008 - Sheryl Crow: Detours
- 2007 - Ben Jelen: Ex-Sensitive
- 2006 - Van Hunt: On the Jungle Floor
- 2006 - Toby Lightman: Bird on a Wire
- 2006 - Christina Aguilera: Save Me from Myself
- 2005 - Rosanne Cash: Black Caddilac
- 2005 - Sierra Swan: Sierra Swan
- 2005 - Annie Stela: Annie Stela
- 2004 - Five for Fighting: The Battle for Everything
- 2004 - Benji Hughes: Benji Huges
- 2004 - Liam Titcomb: Liam Titcomb
- 2003 - Luan Parle: Free
- 2002 - Kim Richey: Rise
- 2002 - The Stokemen: Class of Dude
- 2001 - Elton John: Songs from the West Coast
- 2000 - Rusted Root: Welcome to my Party
- 2000 - Alisha's Attic: The House We Built
- 2000 - Tom Petty and the Heartbreakers: Surrender
- 1999 - Shelby Lynne: I Am Shelby Lynne
- 1997 - Tex Beaumont: Restless Heart
- 1996 - Sheryl Crow: Sheryl Crow
- 1996 - Linda Perry: In Flight
- 1995 - Michael Jackson: Earth Song
- 1994 - Rusted Root: When I Woke
- 1993 - Sheryl Crow: Tuesday Night Music Club
- 1992 - David Baerwald: Triage
- 1991 - Wire Train: No Soul No Strain
- 1991 - Madonna: A letto con Madonna (Truth or Dare)
- 1991 - Michael Jackson: Dangerous
- 1991 - Michael Jackson: Give In to Me
- 1991 - Michael Jackson: Who Is It
- 1991 - Michael Jackson: Black or White
- 1990 - Michael Jackson: Monkey Business (pubblicata nel 2004)
- 1990 - Michael Jackson: What About Us (prima versione di Earth Song)
- 1990 - Toy Matinee: Toy Matinee
- 1990 - Madonna: I'm Breathless
- 1989 - Madonna: Like a Prayer
- 1989 - Tom Petty: Full Moon Fever
- 1988 - Traveling Wilburys: Traveling Wilburys VOL.1
- 1987 - Michael Jackson: Streetwalker (pubblicata nel 2001)
- 1987 - Michael Jackson: Speed Demon
- 1987 - Thomas Dolby: Aliens Ate My Buick
- 1986 - Electric Light Orchestra: Balance of Power
- 1984 - The Jacksons: Victory
- 1983 - Electric Light Orchestra: Secret Messages
- 1983 - Northbound: Northbound
- 1981 - Electric Light Orchestra: Hold On Tight